# John Hobart, II conte di Buckinghamshire
John Hobart, II conte di Buckinghamshire (Greenwich, 17 agosto 1723 – Blickling, 3 agosto 1793), è stato un nobile e politico inglese.

## Biografia
Era il figlio di John Hobart, I conte di Buckinghamshire, e della sua prima moglie, Judith Britiffe. Studiò alla Westminster School e Christ's College di Cambridge.

## Carriera
È stato deputato per Norwich (1747-1756). Ha ricoperto la carica di comptroller of the Household nel 1756 e Lord of the Bedchamber (1756-1767). Egli è stato ambasciatore del Regno Unito in Russia (1762-1765) e Lord luogotenente d'Irlanda (1776-1780). In quest'ultimo ruolo ha dovuto concedere il libero scambio e, cosa più importante, l'emanazione dei Papists Act 1778.

## Matrimoni

### Primo Matrimonio
Sposò, il 14 luglio 1761, Mary Ann Drury (29 giugno 1740-30 dicembre 1769), figlia di Sir Thomas Drury, I Baronetto e Martha Tyrrell. Ebbero tre figlie:
- Lady Harriet Hobart (7 aprile 1762-14 luglio 1805), sposò William Harbord, II barone Suffield, non ebbero figli;
- Lady Caroline Hobart (?-27 ottobre 1850), sposò in prime nozze Armar Lowry-Corry, I conte di Belmore ed ebbero una figlia, sposò in seconde nozze William Kerr, VI marchese di Lothian ed ebbero quattro figli;
- Lady Sophia Hobart (26 marzo 1768-17 agosto 1806), sposò Richard Edgcumbe, II conte di Mount Edgcumbe, ebbero cinque figli.

### Secondo Matrimonio
Sposò, il 24 settembre 1770, Caroline Conolly (1755-26 gennaio 1817), figlia di William Conolly e Lady Anne Wentworth. Ebbero quattro figli:
- Lady Amelia Anne Hobart (20 febbraio 1772-12 febbraio 1829), sposò Robert Stewart, II marchese di Londonderry, non ebbero figli;
- Lord John Hobart (30 agosto 1773-dicembre 1775);
- Lord Henry Philip Hobart (11 febbraio 1775-15 febbraio 1776);
- Lord George Hobart (2 aprile 1777-30 ottobre 1778).

## Morte
Morì il 3 agosto 1793, all'età di 69 anni, a Blickling, Norfolk. Fu sepolto a Blickling, Norfolk.